# Laino Castello
Laino Castello es un municipio situado en el territorio de la provincia de Cosenza, en Calabria (Italia).
Situado en el valle atravesado por el Lao, un río muy frecuentado por los amantes del rafting, Laino Castello es el primer pueblo de Calabria procediendo del norte. En el siglo V d. C. aquí se asentaron los habitantes de S. Primo y de Lavinium, colonia romana situada en la desembocadura del río Lao, que huían de los bárbaros. Durante la dominación española pasó a estar bajo el control de los Aragoneses y se convirtió en una ciudad bastante importante.
El pequeño pueblo tiene un característico centro histórico, atravesado por pequeñas calles y ricos edificios nobiliarios. Muy posiblemente, el topónimo deriva de la antigua ciudad de Laos o del río Laos, que constituye para el lugar un grandísimo atractivo turístico por las actividades de rafting y canoa que se pueden practicar.
En Laino Castello son muy características las callecitas de piedra con escalinatas empinadas y tortuosas, que llevan a placitas, las cuales de repente se asoman sobre panoramas sugestivos. En Navidad, el burgo antiguo es el espléndido escenario en el belén viviente.
El centro histórico de Laino Castello fue abandonado en los años ochenta, a causa de un terremoto que perjudicó seriamente el tejido urbano, dejando intactas, sin embargo, algunas interesantes estructuras y edificios, como por ejemplo la iglesia de San Teodoro Mártir, de estilo bizantino y los palacios Rocca y Attademo. Especialmente interesante es la Cappella di San Rocco, que custodia un fresco del siglo XVI de la Virgen con el Niño.
Ya hace tiempo, la administración municipal ha puesto en marcha un proyecto para recuperar el viejo burgo y utilizarlo como centro de estudios y servicios del parque nacional del Pollino. Una primera intervención, hace pocos años, ha permitido la recuperación de la ex casa parroquial y el arreglo de la carretera de acceso en la parte alta del pueblo.

## Demografía
| Gráfica de evolución demográfica de Laino Castello entre 1861 y 2001 |
|                                                                      |
| fuente ISTAT - elaboración gráfica a cargo de Wikipedia              |